# Nemospiza conspicillata
Nemospiza conspicillata là một loài nhện trong họ Araneidae.
Loài này thuộc chi Nemospiza. Nemospiza conspicillata được Eugène Simon miêu tả năm 1903.